# El Amra
El Amra o Amra (àrab: العامرة, al-ʿĀmra) és una ciutat tunisiana situada uns 20 km al nord de Sfax, capital de la delegació o mutamadiyya homònima de la governació de Sfax. La seva població és propera als deu mil habitants i la de la delegació ronda els trenta mil habitants (28.290, l'any 2004). Està situada a la costa.

## Administració
És el centre de la delegació o mutamadiyya homònima, amb codi geogràfic 34 59 (ISO 3166-2:TN-12), dividida en sis sectors o imades:
- El Amra (34 59 51)
- Beliana (34 59 52)
- El Mesatria (34 59 53)
- Es Salam (34 59 54)
- Dherra Beni Ziad (34 59 55)
- Bou Derbala (34 59 56)

Al mateix temps, des de l'11 de setembre de 2015 forma una municipalitat o baladiyya (codi geogràfic 34 27), constituïda pel decret governamental núm. 2015-1276.